# Erica gracilis
Erica gracilis är en ljungväxtart som beskrevs av Wendl. Erica gracilis ingår i släktet klockljungssläktet, och familjen ljungväxter. Inga underarter finns listade i Catalogue of Life.